# Roman Witorzeniec
Roman Witorzeniec vel Roman Pawelczyk ps. „Witorzeniec” (ur. 10 września 1891 w Warszawie, zm. 5 lutego 1962 w Londynie) – pułkownik piechoty Wojska Polskiego, kawaler Orderu Virtuti Militari,  mianowany pośmiertnie generałem brygady.

## Przebieg służby wojskowej
W czasie I wojny światowej walczył w Legionach Polskich. Był oficerem 2 pułku piechoty. 29 września 1914 roku awansował na chorążego, 27 stycznia 1915 roku - podporucznika, 26 maja 1915 roku - porucznika i 1 listopada 1916 roku na kapitana.
W lutym 1919 roku został dowódcą batalionu strzelców Nr 7 w Częstochowie. 17 maja 1919 roku przeformował batalion w Bytomski Pułk Strzelców i wydał pierwszy rozkaz dzienny, jako dowódca pułku. 10 marca 1920 roku dowodzony przez niego oddział został przemianowany na 167 Bytomski pułk piechoty. 15 listopada 1919 roku, jako oficer Wojsk Wielkopolskich został formalnie przyjęty do Wojska Polskiego z byłych Legionów Polskich z zatwierdzeniem stopnia majora nadanego przez Komisariat Naczelnej Rady Ludowej w Poznaniu.
21 czerwca 1920 roku objął dowództwo 51 pułku piechoty Strzelców Kresowych na czele którego walczył z bolszewikami. Od grudnia 1921 roku stacjonował ze swoją jednostką w Brzeżanach. Pułkiem dowodził do 13 marca 1922 roku.
20 sierpnia 1921 roku w Dzienniku Personalnym Ministerstwa Spraw Wojskowych ogłoszono zmianę jego nazwiska rodowego „Pawelczyk” na nazwisko „Witorzeniec”, pod którym występował w czasie służby Legionach Polskich.
W 1923 roku pozostawał oficerem rezerwowym 51 pułku piechoty zatrzymanym w służbie czynnej. 24 maja 1924 roku otrzymał przeniesienie do 43 pułku Strzelców Kresowych w Dubnie na stanowisko zastępcy dowódcy pułku. Z dniem 1 lipca 1924 roku został przemianowany na oficera zawodowego w stopniu podpułkownika ze starszeństwem z dniem 1 czerwca 1919 roku i 108,5. lokatą w korpusie oficerów piechoty. 18 stycznia 1925 roku został wyznaczony na stanowisko dowódcy 44 pułku Strzelców Kresowych w Równem.
16 marca 1927 roku awansował na pułkownika ze starszeństwem z dniem 1 stycznia 1927 roku i 6. lokatą w korpusie oficerów piechoty. 23 października 1931 roku został wyznaczony na stanowisko dowódcy piechoty dywizyjnej 17 Wielkopolskiej Dywizji Piechoty w Gnieźnie. W międzyczasie, od 10 listopada 1932 roku do 10 sierpnia 1933 roku, był słuchaczem VII Kursu Centrum Wyższych Studiów Wojskowych w Warszawie. W listopadzie 1935 roku został pomocnikiem dowódcy Okręgu Korpusu Nr V w Krakowie. Służbę na tym stanowisku pełnił do września 1939 roku.
Został osadnikiem wojskowym w kolonii Orle Gniazdo (osada Mołotków, gmina Białozórka).
W czasie kampanii wrześniowej w dalszym ciągu pomagał generałowi brygady Aleksandrowi Narbutt-Łuczyńskiemu, dowódcy Okręgu Korpusu Nr V i jednocześnie dowódcy etapów Armii „Kraków”.
Na emigracji był członkiem II Rady Rzeczypospolitej Polskiej i szefem Biura Generalnego Inspektora Sił Zbrojnych, a także sędzią polskiego Sądu Obywatelskiego w Londynie. Zmarł 5 lutego 1962 roku w Londynie. Pochowany na cmentarzu Gunnersbury. 
Prezydent RP August Zaleski mianował go pośmiertnie generałem brygady ze starszeństwem z 19 marca 1962 roku w korpusie generałów.

## Ordery i odznaczenia
- Krzyż Srebrny Orderu Wojskowego Virtuti Militari (1922)[22]
- Krzyż Komandorski Orderu Odrodzenia Polski (3 maja 1958)[23]
- Krzyż Niepodległości (12 maja 1931)[24]
- Krzyż Oficerski Orderu Odrodzenia Polski
- Krzyż Walecznych (trzykrotnie, po raz 2 i 3 w 1921)[25]
- Złoty Krzyż Zasługi (19 marca 1931)[26]
- Medal Pamiątkowy za Wojnę 1918–1921
- Medal Dziesięciolecia Odzyskanej Niepodległości